# エンソ・ペレス
エンソ・ニコラス・ペレス・セギ（Enzo Nicolás Pérez Seguí, 1986年2月22日 - ）は、アルゼンチン・メンドーサ出身のサッカー選手。エストゥディアンテス所属。元アルゼンチン代表。ポジションはミッドフィールダー。

## クラブ経歴

### キャリア初期
2006年9月9日、ゴドイ・クルスのプリメーラ・ディビシオン（1部）初得点を決めたことでクラブ史に残る選手となった。この得点はまた、メンドーサ州のクラブがプリメーラ・ディビシオンで挙げた初得点にもなった。
2007年にエストゥディアンテスに移籍し、2008年のコパ・スダメリカーナでは準優勝した。2009年のコパ・リベルタドーレスではレギュラーとして優勝に貢献した。
2009年5月23日、アルヘンティノス・ジュニアーズ戦でハットトリックを達成した。

### ベンフィカ
2011年7月6日、ポルトガル・スーペル・リーガのSLベンフィカに移籍した。
2012年2月9日、古巣エストゥディアンテスにレンタル移籍した。
7月27日、エウゼビオ・カップでレアル・マドリードと対戦した際には、際どい角度から長距離ゴールを決め、5-2の勝利を収めた。
ベンフィカで活躍していたペレスについてジョルジェ・ジェズス監督は彼のことを「チームの中で最も替えがきかない頭脳」と表現した。

### バレンシア
2014年12月29日、バレンシアCFへの移籍合意が発表された。この移籍はアルゼンチンの選手にとって史上10番目（当時）に高額な移籍であった。2015年1月4日、ハビ・フエゴが負傷したため、加入から1週間も経たずしてデビューした。

### リーベル・プレート
2017年6月30日、CAリーベル・プレートに移籍した。
2018年のリベルタドーレス杯では決勝でボカ・ジュニアーズを下しての優勝に貢献した。
2020年5月19日、コパ・リベルタドーレスのインデペンディエンテ・サンタフェ戦においては所属するGKたちが全員新型コロナウイルスに感染、プレー出来るGKが不在となり、ペレス自身と右ハムストリングの張りを抱えながらも、GKとして先発フル出場した。ゴールこそ許したが、卒なくプレーして2-1での勝利に貢献した。ペレスはこの試合のマン・オブ・ザ・マッチに選ばれ、さらに11月にはクラブの幹部らからリーベル・プレートの記念博物館で表彰された。
2022シーズンからは、レオナルド・ポンシオが引退したことに伴いチームのキャプテンに就任した。
2023年からは、ブラジルW杯で準優勝したアルゼンチン代表の元チームメイト、マルティン・デミチェリスが監督に就任した。しかし、夏頃からデミチェリス監督との関係が悪化し、最後の数ヶ月間は会話がなかった。
発端は8月前半、リベルタドーレスでインテルナシオナルにPK戦の末に敗退したことにあった。ホームで1stレグで勝利した後、決定力のあるパブロ・ソラーリが2ndレグで先発メンバーに名を連ねるためには、他に何をしなければならないかとジャーナリストに尋ねられたデミチェリスは監督としては異例な答え方をした。ナチョの名前を出しつつ、ソラーリの枠のためにナチョを先発から外すことを明言したのだ。そして2ndレグではその言葉通りソラーリの代わりにナチョはベンチに置かれた上、試合は長時間のPK戦（9-11）の末に敗退した。さらに、不信感はデミチェリスの過度なメディアへの露出、デミチェリスがジャーナリストたちと2度にわたって非公式な会合を開き、その内容の一部がペレスや他の経験豊富な選手たちの耳に入ったことなどでより一層深まった。
これらのことがあり、クラブから延長のオファーがあったにもかかわらず拒否。リーベル・プレートでのラストゲームでは、6年半で10個のタイトル獲得に貢献し、チームのキャプテンでありアイドルでもある彼に対してスタジアム全体が感謝の声援を送ったが、デミチェリスと挨拶を交わすことはなかった。
この試合後のインタビューで監督との確執と退団の関連について暗に認めた。
いろいろなことが頭の中を駆け巡り、愛すべき偉大な物語が終わりを迎えようとしている。このシャツでプレーすることを子供の頃から夢見てきた。私はあの人たち（2017年にペレスをリーベル・プレートに招いたクラブ関係者）に一生感謝し続けるだろう。質問したいことは山ほどあるだろうし疑問もたくさんあるだろうが、今はそんなこと（デミチェリスとの確執）を話している場合ではない。なぜなら、美しい思い出とともに、平和なうちに、すべてを捨て去り、選手としてやり切ったという安心感を持って去りたいからだ。
加えて、ペレスの妻はInstagramにクラブへの感謝の旨を投稿したが、そこに添えられた写真はペレスとマルセロ・ガジャルド前監督が抱擁する写真であったため様々な憶測を呼んだ。

### 3度目のエストゥディアンテス
ペレスにはアメリカやアラブ、ブラジルなどのクラブからもオファーがあったがそれらを断り、2024年1月10日、エストゥディアンテスに3度目の加入をすることが発表された。

## 代表
2009年9月24日のガーナ戦でアルゼンチンA代表デビュー。
2011年5月25日のパラグアイ戦で代表初得点を挙げた。
2014年　FIFAワールドカップでは準決勝、決勝にも出場、決勝でドイツに敗れたが、準優勝に貢献した。
2018 FIFAワールドカップに出場するアルゼンチン代表からは当初は外れていたが、負傷したマヌエル・ランシニに代わって召集された。

## 代表歴

### 出場大会
- 2014年 - 2014 FIFAワールドカップ（準優勝）
- 2018年 - 2018 FIFAワールドカップ（ベスト16）

### 試合数
- 国際Aマッチ 26試合 1得点（2009年 - 2018年）[25]

| アルゼンチン代表 | 国際Aマッチ | 国際Aマッチ |
| 年               | 出場        | 得点        |
| ---------------- | ----------- | ----------- |
| 2009             | 2           | 0           |
| 2010             | 1           | 0           |
| 2011             | 2           | 1           |
| 2012             | 1           | 0           |
| 2013             | 0           | 0           |
| 2014             | 9           | 0           |
| 2015             | 1           | 0           |
| 2016             | 2           | 0           |
| 2017             | 5           | 0           |
| 2018             | 3           | 0           |
| 通算             | 26          | 1           |

### 得点
| #  | 開催年月日    | 開催地         | 対戦国     | スコア | 結果 | 試合概要 |
| -- | ------------- | -------------- | ---------- | ------ | ---- | -------- |
| 1. | 2011年5月25日 | レシステンシア | パラグアイ | 4–2    | 4–2  | 親善試合 |

## タイトル

### クラブ
ゴドイ・クルス
- プリメーラB・ナシオナル : 2005-06

エストゥディアンテス
- コパ・リベルタドーレス : 2009
- プリメーラ・ディビシオン : 2010-11A

ベンフィカ
- プリメイラ・リーガ : 2013-14, 2014-15
- タッサ・デ・ポルトガル : 2013-14
- タッサ・ダ・リーガ : 2013-14
- スーペルタッサ・カンディド・デ・オリヴェイラ : 2014

リーベルプレート
- リベルタドーレス杯 : 2018

### 個人
- プリメイラ・リーガ年間最優秀選手賞 : 2014
- 南米年間ベストイレブン : 2019, 2020